# Bulgaarse Supercup
De Bulgaarse Supercup is de voetbalwedstrijd tussen de landskampioen van Bulgarije en de Bulgaarse bekerwinnaar van het voorbije seizoen. Als het kampioenschap en de beker door dezelfde ploeg wordt gewonnen, wordt de wedstrijd tussen de kampioen en de finalist van de beker gespeeld. De wedstrijd wordt georganiseerd door de Balgarska Profesinonalna Futbolna Liga (BPFL), de profsectie binnen de Bulgaarse voetbalbond.
De wedstrijd vindt plaats in het weekend voor het begin van de competitie en valt meestal in het midden van augustus.
De eerste Supercupwedstrijd was een idee van de Nationale Vereniging van Sportjournalisten en dateert van de zomer van 1989. Toen versloeg CFKA Sredets Tsjernomorets Boergas met een doelpunt van Christo Stoitsjkov (1-0). Met de democratische veranderingen in de postsocialistische samenleving werd vanaf 1990 tot en met 2003 de Supercup niet meer gespeeld. Sinds 2004 is de Supercupwedstrijd de vaste openingswedstrijd van de Bulgaarse voetbalcompetitie.

## Finales
| Jaar | Winnaar            | Uitslag(en)  | Finalist              |
| ---- | ------------------ | ------------ | --------------------- |
| 1989 | CSKA Sofia         | 1-0          | Tsjernomorets Boergas |
| 2004 | Lokomotiv Plovdiv  | 1-0          | Litex Lovetsj         |
| 2005 | Levski Sofia       | 1-1 ns (3-1) | CSKA Sofia            |
| 2006 | CSKA Sofia         | 0-0 ns (3-0) | Levski Sofia          |
| 2007 | Levski Sofia       | 2-1 nv       | Litex Lovetsj         |
| 2008 | CSKA Sofia         | 1-0          | Litex Lovetsj         |
| 2009 | Levski Sofia       | 1-0          | Litex Lovetsj         |
| 2010 | Litex Lovetsj      | 2-1 nv       | Beroe Stara Zagora    |
| 2011 | CSKA Sofia         | 3-1          | Litex Lovetsj         |
| 2012 | PFK Ludogorets     | 3-1          | Lokomotiv Plovdiv     |
| 2013 | Beroe Stara Zagora | 1-1 ns (5-3) | PFK Ludogorets        |
| 2014 | PFK Ludogorets     | 3-1          | Botev Plovdiv         |
| 2015 | Tsjerno More Varna | 1-0          | PFK Ludogorets        |
| 2016 | Niet gespeeld      |              |                       |
| 2017 | Botev Plovdiv      | 1-1 ns (5-4) | PFK Ludogorets        |
| 2018 | PFK Ludogorets     | 1-0          | Slavia Sofia          |
| 2019 | PFK Ludogorets     | 2-0          | Lokomotiv Plovdiv     |
| 2020 | Lokomotiv Plovdiv  | 1-0          | PFK Ludogorets        |
| 2021 | PFK Ludogorets     | 4-0          | CSKA Sofia            |
| 2022 | PFK Ludogorets     | 2-2 ns (4-3) | Levski Sofia          |